# Pac-Land (système d'arcade)
Pour le jeu vidéo portant le même nom, voir Pac-Land.
Le Pac-Land est un système d'arcade créé par la société Namco en 1984.

## Description
En 1984, Namco lance son nouveau système d'arcade Pac-Land (appellation tirée du jeu du même nom).
Le processeur central est un Motorola M6809. Le processeur gérant le son et les contrôles est un Hitachi HD63701, ainsi qu'une nouvelle puce sonore custom Namco 8 canaux programmable 4-bit WSG,,,.

## Spécifications techniques

### Processeurs
- Processeur central : Motorola M6809 cadencé à 1,536 MHz

### Affichage
- Résolution : 288 × 224
- Palette de 2048 couleurs

### Audio
- Processeur central : Hitachi HD63701 cadencé à 6,144 MHz
- Puce audio : Namco Custom programmable 8 canaux 4-bit WSG cadencée à 0,024 MHz
- Capacité audio : Mono

## Liste des jeux
| Titre         | Développeur | Éditeur | Système  | Genre | Date |
| ------------- | ----------- | ------- | -------- | ----- | ---- |
| Alien Sector  | Namco       | Namco   | Pac-Land |       | 1985 |
| Dragon Buster | Namco       | Namco   | Pac-Land |       | 1984 |
| Metro-Cross   | Namco       | Namco   | Pac-Land |       | 1985 |
| Pac-Land      | Namco       | Namco   | Pac-Land |       | 1984 |
| Sky Kid       | Namco       | Namco   | Pac-Land |       | 1985 |